# The Show (음반)
《The Show》는 대한민국의 싱어송라이터 이승환의 첫 번째 라이브 앨범이다.

## 같이 보기
- 이승환 디스코그래피
- 이승환 콘서트